# Povijest Kosova

## Stari vijek
Rimljani su u I. st. pr. Kr. pokorili starosjedilačka ilirsko-tračka plemena. Nakon podjele Rimskoga Carstva, Kosovo je pripalo istočnom dijelu carstva, kasnije Bizantu.

## Srednji vijek
Potkraj 6. stoljeća Slaveni pokoravaju romanizirano stanovništvo. U 11. stoljeću Kosovo je pod vlašću Bizanta, sa stalnim progonima Srba iz Raške koji su za Nemanjića proširili svoju vlast na područje. 
Na Kosovu se 15. lipnja (po julijanskom kalendaru) 1389. godine odigrala Kosovska bitka, u kojoj su Srbi pod zapovjedništvom kneza Lazara doživjeli poraz od nadmoćnije turske vojske.

## Novi vijek
Od 1455. Kosovo je bilo u sastavu Turskoga carstva. Za vrijeme turske vladavine, na teritoriju Kosova postojali su Prizrenski i Vučitrnski sandžak, da bi kasnije bio formiran Kosovski vilajet, prvobitno sa sjedištem u Prizrenu, a potom u Skoplju. Nakon Velike seobe Srba, tijekom Velikog bečkog rata, znatan broj srpskoga stanovništva napustio je Kosovo, a na njihovo mjesto počeli su se doseljavati Albanci. 
Godine 1878. u Prizrenu je osnovana Prizrenska liga, čija je zadaća bila otpor otomanskoj vlasti i pretenzijama novostovrenih balkanskih država. U Prištini je 1910. izbila pobuna Albanaca, koja se proširila na cijeli Kosovski vilajet i trajala je tri mjeseca.

## 20. i 21. stoljeće
Pogledaj i: Socijalistička Autonomna Pokrajina Kosovo i Metohija
Kosovo će ostati dijelom Turskoga Carstva sve do Prvog balkanskog rata, kada je manji, zapadni dio današnjeg Kosova i Metohije zauzela Kraljevina Crna Gora, a veći dio Kraljevina Srbija.
Između 1912. i 1918. godine, Kosovo je bilo u sastavu Srbije, a od 1918. godine nalazi se u sastavu Kraljevine SHS, odnosno Kraljevine Jugoslavije, gdje ostaje sve do Drugog svjetskog rata. U periodu između dva svjetska rata, vlada Kraljevine Jugoslavije je pokušala iseliti albansko stanovništvo s Kosova i Makedonije i da ih pošalje u Tursku ili Albaniju, a da zatim naseli Srbe na ove prostore.
U Kraljevini Srba, Hrvata i Slovenaca postojala je od 1922. Prištinska oblast, a od 1931. prostor današnjega Kosova podjeljen je između Zetske, Vardarske i Moravske banovine.
Između 1941. i 1945. godine, za vrijeme Drugog svjetskog rata, fašistička Italija anektirala je dio Kosova, dijelove Makedonije i Grčke i priključila ih Velikoj Albaniji, koja je bila talijanski protektorat. Tijekom okupacije, albanske dobrovoljačke formacije Vulnetari su protjerali na tisuće kosovskih Srba. Srpski izvori procjenjuju broj žrtava na 10.000-40.000 ubijenih i 70.000-100.000 protjeranih.Dušan Bataković - „The Kosovo chronicles”
Krajem rata, Kosovu je dat status autonomne oblasti Narodne Republike Srbije, a 1963. status autonomne pokrajine. Nova vlast nije dozvolila povratak mnogih izbjeglica na Kosovo.
Jugoslavija je prošla kroz period ekonomskih i političkih kriza 1968. kada je veliki vladin program ekonomskih reformi proširio jaz između bogatog sjevera i siromašnog kraja države. Studentske demonstracije u Beogradu lipnja 1968. su se proširile na Kosovo u studenom iste godine, ali su jugoslavenske snage sigurnosti ugušile nemire.
Ustavom SFRJ iz 1974. zajamčena je sudska samouprava unutar Socijalističke Autonomne Pokrajine Kosovo i Metohija, te postoji Ustavni sud Kosova. Pokrajinska vlada je uvela albanske nastavne planove u škole na Kosovu, a korišteni su udžbenici iz Hoxhine Albanije.
Titova smrt 4. svibnja 1980. je bila uvod u dugi period političke nestabilnosti, koja se pogoršavala zbog ekonomskih kriza u nacionalističkin nemira. Prvi veliki nemiri na Kosovu su se odigrali u Prištini, ožujka 1981. kada su se albanski studenti pobunili zbog loše hrane u sveučilišnoj kantini. Ova naizgled obična nesuglasica se brzo proširila po cijelom Kosovu i poprimila je karakteristike nacionalnog revolta, uz masovne demonstracije u mnogim gradovima na Kosovu. Prosvjednici su zahtijevali da Kosovo postane sedma republika Jugoslavije, ali je to bilo politički neprihvatjivo za Srbiju i Makedoniju.
Napetosti između Srba i Albanaca su nastavile su se pogoršavati. U takvom ozračju 16 članova Srpske akademije nauka i umetnosti je rujna 1986. objavilo Memorandum SANU u kom je kritiziralo položaj Srbije i Srba u okviru SFRJ.
U proljeće 1987. godine, srpski i crnogorski aktivisti na Kosovu i Metohiji planirali organizirati marš na Beograd u znak nezadovoljstva zbog situacije na Kosovu. Savez komunista Srbije je 24. travnja 1987. poslao Slobodana Miloševića na Kosovo kako bi smirio situaciju. Tijekom sastanka s lokalnim predstavnicima u Kosovu Polju, grupa srpskih radnika na polju pokušavala je ući u zgradu i predstaviti svoje probleme Miloševiću. U pokušaju da priđu bliže, sukobili su se s policijom koja je osiguravala zgradu. Milošević je izašao na polje popričati s radnicima. Nakon što se Milošević obratio masi, situacija je krenula na gore. Demonstranti su željeli da priđu bliže, a policija je željela da ih potisne. U sveopćem guranju se Milošević našao u komešanju i na njegove riječi umirenja upućene okupljenima, jedan mu demonstrant dovikuje: „Ali, biju nas. Biju nas”. (misleći na postupak policije prema demonstrantima). Milošević se tada okrenuo ka tom dijelu gomile i odgovorio „Niko ne sme da vas bije!”.

### 1990e
Pogledaj i: Rat na Kosovu i Metohiji
Ustavom Srbije iz 1989. Kosovu i Metohiji smanjena je autonomija. Od tada su kosovski Albanci bojkotirali izbore i popise stanovništva. Godine 1992. održani su izbori na kojima je Ibrahim Rugova izabran za predsjednika samoproglašene Republike Kosovo. Rezultate izbora nije priznala ni SRJ ni međunarodna zajednica.
Albanci 1996. godine osnivaju Oslobodilačku vojsku Kosova, koja napada snage sigurnosti i srpske civile, kao i Albance lojalne Srbiji. Godine 1999. izbija otvoreni rat, a veliki broj Albanaca bježi u susjednu Makedoniju i Albaniju.

### NATO-vo bombardiranje SRJ i posljedice
U ožujku 1999., nakon što su Jugoslavija i Rusija odbili potpisati sporazum iz Rambouillet-a, , NATO se odlučuje na bombardiranja SRJ. Nakon završetka bombardiranja, jugoslavenska vojska i policija su se prema Kumanovskom sporazumu povukle iz pokrajine. Za vojskom i policijom izbjeglo je i srpsko stanovništvo, a na Kosovo se vratilo izbjeglo albansko stanovništvo, te Albanci iz Albanije. 
Veliki nemiri na Kosovu koji su izbili 17. ožujka 2004., su doveli do nekoliko slučajeva smrti i uništenja velikog broja pravoslavnih crkava u provinciji. Danas je Kosovo pod međunarodnim protektoratom, a od 2006. do 2008. trajali su pregovori o njegovom budućem statusu.